# Funnel Weaver
Funnel Weaver è il settimo album in studio del chitarrista statunitense Buckethead, pubblicato il 15 febbraio 2001 dalla Ion Records.

## Il disco
Funnel Weaver è un album molto diverso dai precedenti: infatti contiene ben 49 tracce cortissime, principalmente costituite da campionamenti e loop di batteria aggiunti a riff di chitarra tendenti all'heavy metal.
Il disco inoltre non presenta nessuna partecipazione vocale da parte di alcun artista, ma sono presenti diversi estratti da film vari, come ad esempio Chopper (2000).

## Tracce
1. The Blind Centipede – 0:53
2. Kurtz Temple – 2:03
3. Covert – 1:11
4. Death Card – 1:02
5. R.I.P. – 1:01
6. Plans within Plans – 0:39
7. Eye in the Sky – 0:56
8. Freezer Burns – 0:57
9. Sky Drones – 0:56
10. Operation Gateway – 1:17
11. Batman Rising – 1:43
12. Combat Shadow – 0:24
13. Azzim's Lectures – 1:23
14. Channel of Secrets – 0:44
15. Comet Shower – 1:19
16. The Worm Turns – 1:34
17. Silhouettes Against the Sky – 1:31
18. Sleeper Agents – 1:33
19. Recreational Cryonics – 1:24
20. The Blind Sniper (Fred Rogers) – 1:40
21. Atlantis Found – 0:57
22. The Spider's Web – 1:17
23. Blue Crystal – 1:23
24. Reaping the Whirlwind – 1:00
25. The Hills Have Eyes – 2:54
26. The Other Side of Midnight – 0:49
27. Sea the Hollow Man – 0:49
28. Unsound Methods – 1:05
29. Hall of Records – 1:33
30. Aluminum Clouds – 1:26
31. Lost Threads – 1:21
32. Killing Mask – 2:44
33. Rattlesnake Hill – 0:54
34. F-4 Phantom – 0:58
35. Stub Pylons – 0:58
36. Armour Piercing Projectile – 0:42
37. Stolen Identities – 1:18
38. The Shriek of Revenge – 1:16
39. 5-Card Trick – 1:24
40. Caretaker of Memory – 1:01
41. The Kingdom of Nie – 1:07
42. Kangaroo Kranes – 0:51
43. High Seat with the Devil – 1:16
44. Jessy – 1:30
45. From the Foxholes – 1:20
46. (F.L.I.P.) – 0:43
47. Frozen Head – 1:51
48. Who Is the Enemy – 0:34
49. Nappler Radar – 0:54